# Kayak Live 2019
Kayak Live 2019 is een livealbum van Kayak. Het album werd opgenomen tijdens de promotieconcerten voor het album Seventeen door West-Europa. Opnamen vonden plaats in Cultuurpodium Boerderij in Zoetermeer (januari 2019) en Poppodium Hedon in Zwolle (mei 2019). Die tournee zou nog een vervolg krijgen met concerten samen met The Flower Kings, maar eerst kreeg Scherpenzeel last van hartklachten en daarna brak de coronacrisis uit. Het was de bedoeling het livealbum tijdens die concertreeks aan de man te brengen. Toen die niet doorging werd Kayak Live 2019 uitgebracht via Bandcamp (download en gelimiteerde uitgave via cd) en begon Kayak te werken aan een nieuw studioalbum.
Doordat het Kayak van 2018/2019 bestond uit een vrij kleine doch standaardsamenstelling kon muziek uit de periode van een grotere samenstelling vermoedelijk niet gespeeld worden.

## Musici
- Ton Scherpenzeel - toetsinstrumenten, achtergrondzang
- Bart Schwertmann – zang, akoestische gitaar, basgitaar, percussie
- Marcel Singor – gitaar, zang
- Kristoffer Gildenlöw – basgitaar, achtergrondzang
- Hans Eijkenaar - drumstel, sequences

## Muziek
| Nr. | Titel                        | Duur  |
| --- | ---------------------------- | ----- |
| 1.  | Love of a victim             | 3:10  |
| 2.  | Rhea                         | 5:16  |
| 3.  | Ballad for a lost friend     | 3:54  |
| 4.  | A million years              | 4:44  |
| 5.  | Somebody                     | 2:58  |
| 6.  | La peregrina                 | 11:51 |
| 7.  | Falling                      | 3:10  |
| 8.  | Mammoth                      | 2:51  |
| 9.  | Daphne (Laurel Tree)         | 5:46  |
| 10. | Still my heart cries for you | 5:11  |
| 11. | Merlin                       | 7:59  |

| Nr. | Titel                 | Duur |
| --- | --------------------- | ---- |
| 1.  | Seagull               | 4:12 |
| 2.  | Alibi                 | 3:46 |
| 3.  | Said no word          | 5:45 |
| 4.  | Cracks                | 8:40 |
| 5.  | Feathers and tar      | 3:34 |
| 6.  | Irene                 | 3:15 |
| 7.  | Walk through fire     | 9:56 |
| 8.  | Ruthless queen        | 5:04 |
| 9.  | Chance for a lifetime | 4:23 |
| 10. | Starlight dancer      | 5:33 |
| 11. | To an end             | 4:06 |